# Molières-Cavaillac
Molières-Cavaillac é uma comuna francesa na região administrativa de Occitânia, no departamento de Gard. Estende-se por uma área de 7,71 km². Em 2010 a comuna tinha 962 habitantes (densidade: 124,8 hab./km²).